# Kuro-ku (Szöul)
Kuro-ku (hangul:  구로구, handzsa:  九老區, RR: Guro-gu) Szöul 25 kerületének egyike.

## Tongok(Dongok)
- Karibong-tong (Garibong-dong) (가리봉동, 加里峰洞)
- Kebong-tong (Gaebong-dong) (개봉동, 開峰洞: 1, 2, 3
- Kocshok-tong (Gocheok-dong) (고척동, 高尺洞): 1, 2
- Kuro-tong (Guro-dong) (구로동, 九老洞): 1, 2, 3, 4, 5
- Orju-tong (Oryu-dong) (오류동, 梧柳洞): 1, 2
  - Cshonvang-tong (Cheonwang-dong) (천왕동, 天旺洞)
  - Hang-tong (Hang-dong) (항동, 航洞)
- Sindorim-tong (Sindorim-dong) (신도림동, 新道林洞)
- Szugung-tong (Sugung-dong) (수궁동, 水宮洞)
  - Kung-tong (Gung-dong) (궁동, 宮洞))
  - Onszu-tong (Onsu-dong) (온수동, 溫水洞)

## Népesség
| 2010 | 417 339 |